# Reino Cuba
Reino Cuba (Kuba) foi o reino criado às margens do Cassai, na atual República Democrática do Congo, talvez antes do século XV, por uma confederação de várias comunidades étnicas lideradas pelos xongos. Foi independente até o estabelecimento, em 1885, do Estado livre do Congo pelo Império Belga. Os conquistadores se aproveitaram de uma série de rebeliões no leste e as invasões dos luluas no sul, que haviam enfraquecido Cuba. Sob sua administração, os reis de Cuba foram reforçados e os oficiais menores e rivais foram excluídos. Em 1960, o Congo se tornou independente dos belgas e em 1961, Cuba secessionou por alguns meses antes de ser reincorporado.